# Јејл–Браун скала опсесивно-компулзивног поремећаја
Јејл-Браунова скала опсесивно-компулзивног поремећаја (Y-BOCS) је тест за процену тежине симптома опсесивно-компулзивног поремећаја (ОКП).
Скала, коју је осмислио Вејн К. Гудман и његове колеге 1989. године, широко се користи у истраживањима и клиничкој пракси како за одређивање тежине опсесивно-компулзивног поремећаја, тако и за праћење побољшања током лечења. Ова скала, која мери опсесије одвојено од компулзија, посебно мери тежину симптома опсесивно-компулзивног поремећаја без пристрасности према или против врсте садржаја који опсесије или компулзије могу представљати. Након оригиналне публикације, укупан резултат се обично израчунава из подскала за опсесије (ставке 1–5) и компулзије (ставке 6–10), али постоје и други алгоритми.

## Прецизност и модификације
Гудман и његове колеге су развили Јејл-Браунову скалу опсесивно-компулзивног поремећаја – друго издање (Y-BOCS-II) у настојању да модификују оригиналну скалу која је, према Гудману, „[постала] златни стандард за меру тежине симптома опсесивно-компулзивног поремећаја (ОКП)“. Приликом креирања Y-BOCS-II, направљене су промене „у садржају ставки Скале тежине и оквиру за бодовање, интегришући избегавање у бодовање ставки Скале тежине и модификујући садржај и формат Листе за проверу симптома“. Након тестова поузданости, Гудман је закључио да „Узевши све заједно, Y-BOCS-II има одлична психометријска својства у процени присуства и тежине опсесивно-компулзивних симптома. Иако Y-BOCS остаје поуздана и валидна мера, Y-BOCS-II може пружити алтернативни метод процене присуства и тежине симптома.“
Чланови Иранског часописа за психијатрију и клиничку психологију спровели су студије како би утврдили тачност Јејл-Браунове скале опсесивно-компулзивних поремећаја (тачније како се појављује у свом персијском формату). Чланови су применили скалу на групу појединаца и, након што су осигурали нормалну дистрибуцију података, спроведен је низ тестова поузданости. Према речима аутора, „резултати су потврдили задовољавајућу валидност и поузданост преведеног облика Јејл-Браунове скале опсесивно-компулзивних поремећаја за истраживачке и клиничке дијагностичке примене“.

## Верзија за децу
Дечја верзија Y-BOCS-а, или Дечје Јејл-Браунове опсесивно-компулзивне скале (CY-BOCS), је клинички извештајни упитник осмишљен за процену симптома опсесивно-компулзивног поремећаја од детињства до ране адолесценције.
CY-BOCS садржи 70 питања и траје око 15 до 25 минута. Свако питање је осмишљено да се односи на симптоме опсесивно-компулзивног понашања, мада тачан распоред питања није познат. За свако питање, деца оцењују степен у којем се питање односи на проблем на скали од 0 до 4. На основу истраживања, утврђено је да је ова процена статистички валидна и поуздана, али не нужно корисна са умереном тачношћу за идентификацију деце којој је можда потребна даља евалуација због ОКП.

### Остале верзије
CY-BOCS је адаптиран у неколико верзија за самопроцену и процену родитеља, осмишљених да их попуњавају родитељ и дете заједно, иако већина није психометријски валидирана. Међутим, ове верзије и даље траже од детета да процени тежину свог опсесивно-компулзивног понашања и степен у којем је свако од њих негативно утицало на дете. Иако се показало да је ова мера корисна у клиничком окружењу, резултати и тумачења се узимају са резервом, с обзиром на недостатак валидације.
Друга верзија, која је усмерена на родитеље, слична је оригиналном CY-BOCS-у и лекар је примењује и на родитеља и на дете. Ову верзију је дистрибуирала компанија Solvay Pharmaceuticals крајем 1990-их, стварајући везу између мере и бројних фармацеутских група због чега је већина лекара избегава. Гранични резултати озбиљности за ову верзију нису емпиријски одређени.